# Marino Marini (arcivescovo)
Marino Marini (Ascoli Piceno, 8 marzo 1804 – Ascoli Piceno, 15 aprile 1885) è stato un arcivescovo cattolico e diplomatico italiano, a servizio della Santa Sede.

## Biografia
Dopo aver insegnato diritto civile ed ecclesiastico al seminario romano, ricoprì l'incarico di vicario generale della sede suburbicaria di Frascati dal 1838 al 1850.
Dal 1851 al 1856 fece parte di alcune delegazioni estere riguardanti soprattutto l'America Latina.

### Ministero episcopale
Il 19 giugno 1857 fu nominato arcivescovo titolare di Palmira da papa Pio IX e delegato apostolico in Argentina, Bolivia, Cile, Uruguay e Paraguay.
Il 12 luglio 1857 ricevette la consacrazione episcopale nella cattedrale di Sant'Emidio di Ascoli Piceno dalle mani dell'arcivescovo Filippo de Angelis, divenuto in seguito cardinale, co-consacranti il vescovo di Montalto Eleonoro Aronne e il vescovo di Ripatransone Fedele Bufarini.
Il 27 marzo 1865 fu nominato arcivescovo di Orvieto e pertanto rientrò in Italia e terminarono i suoi incarichi diplomatici.
Dal 1868 al 1871 ricoprì contestualmente il ruolo di segretario della Congregazione per gli affari ecclesiastici straordinari, pro-sostituto per gli affari generali e pro-segretario della cifra, diventandone segretario dal 1871 al 1875 e pertanto dovette rinunciare alla carica di vescovo di Orvieto e riprendendo per la seconda volta il titolo di arcivescovo titolare di Palmira.
Nel 1869 partecipò alla prima sessione del Concilio Vaticano I, dove fece parte della Commissione della Disciplina.
Nel 1875 fu nominato uditore generale della Camera apostolica.
Morì ad Ascoli Piceno il 15 aprile 1885.

## Genealogia episcopale e successione apostolica
La genealogia episcopale è:
- Cardinale Scipione Rebiba
- Cardinale Giulio Antonio Santori
- Cardinale Girolamo Bernerio, O.P.
- Arcivescovo Galeazzo Sanvitale
- Cardinale Ludovico Ludovisi
- Cardinale Luigi Caetani
- Cardinale Ulderico Carpegna
- Cardinale Paluzzo Paluzzi Altieri degli Albertoni
- Papa Benedetto XIII
- Papa Benedetto XIV
- Papa Clemente XIII
- Cardinale Bernardino Giraud
- Cardinale Alessandro Mattei
- Cardinale Pietro Francesco Galleffi
- Cardinale Filippo de Angelis
- Arcivescovo Marino Marini

La successione apostolica è:
- Vescovo José Vicente Ramírez de Arellano (1859)